# أسيير فيلاليبري
أسيير فيلاليبري (بالإسبانية: Asier Villalibre) (30 سبتمبر 1997 بغرنيكا في إسبانيا - ) هو لاعب كرة قدم إسباني في مركز الهجوم. شارك مع منتخب إسبانيا تحت 17 سنة لكرة القدم ومنتخب إسبانيا تحت 18 سنة لكرة القدم ومنتخب إسبانيا تحت 19 سنة لكرة القدم. أما مع النوادي، فقد لعب مع أتلتيك بيلباو ونادي باسكونيا.

## روابط خارجية
- أسيير فيلاليبري على موقع إي إس بي إن إف سي (الإنجليزية)
- أسيير فيلاليبري على موقع قاعدة بيانات كرة القدم.إي يو (الإنجليزية)
- أسيير فيلاليبري على موقع Soccerway.com (الإنجليزية)
- أسيير فيلاليبري على موقع عالم كرة القدم.نت (الإنجليزية)
- أسيير فيلاليبري على موقع AS.com (الإسبانية)